# Académie mexicaine de la langue
L'Académie mexicaine de la langue (en espagnol : Academia Mexicana de la Lengua) est une institution culturelle mexicaine fondée le 11 septembre 1875 par l'Académie royale espagnole afin de préserver la « pureté » de la langue espagnole. De nombreuses personnalités littéraires illustres ont compté parmi ses rangs, tant des grammairiens ou philologues que des philosophes, essayistes, poètes, historiens ou humanistes.
L'Académie mexicaine de la langue organisa en avril 1951 à Mexico le Ier congrès des académies de langue espagnole, duquel est née l'Association des académies de la langue espagnole, confirmée cinq ans plus tard lors de la seconde édition du Congrès à Madrid.

## Objectifs
Selon ses statuts adoptés en session plénière le 2 décembre 1931 et déposés en 1952 lors de la constitution en association, l'Académie a pour objets de :
1. Veiller à la conservation, la pureté, et le perfectionnement de la langue espagnole.
2. Maintenir une communication constante de caractère scientifique et littéraire avec les académies et institutions similaires.
3. Former et agrandir sa propre bibliothèque, spécialement avec les œuvres scientifiques ou littéraires les plus à-même de favoriser l’accomplissement des objectifs de l'Académie.
4. Encourager et propager l'étude de la langue espagnole par l'intermédiaire de sessions privées périodiques, sessions et conférences publiques, congrès ou tout autre évènement en y envoyant des délégués de l'Académie.
5. Répondre aux consultations que lui font les autorités ou les particuliers.
6. Promouvoir auprès des autorités, des institutions ou des particuliers tout ce qui peut favoriser la conservation, la pureté ou le perfectionnement de la langue espagnole.

En complément de ses objectifs, l'Académie réalise de façon permanente des études et activités en relation avec ses matières de prédilection, autant de façon plénière qu'à travers ses commissions spécialisées. L'Académie rend compte de ses études par diverses publications.

## Liste des membres
L'Académie distingue parmi ses membres les numéraires, honoraires et correspondants.

### Membres numéraires
Par ordre d'ancienneté :
- José Luis Martinez
- Miguel León-Portilla
- Andrés Henestrosa
- Alí Chumacero
- Ernesto de la Torre Villar
- Silvio Zavala
- José G. Moreno de Alba
- José Pascual Buxó
- Clementina Díaz y de Ovando
- Tarsicio Herrera Zapién
- Carlos Montemayor
- Arturo Azuela
- Leopoldo Solís
- Ruy Pérez Tamayo
- José Rogelio Álvarez
- Guido Gómez de Silva
- Eulalio Ferrer Rodríguez
- Ernesto de la Peña
- Margit Frenk
- Ramón Xirau
- Gonzalo Celorio
- Margo Glantz
- Enrique Cárdenas de la Peña
- Jaime Labastida
- Mauricio Beuchot
- Gustavo Couttolenc
- Elías Trabulse
- Vicente Quirarte
- Julieta Fierro
- Felipe Garrido
- Adolfo Castañón
- Diego Valadés
- Concepción Company Company
- Agustín Basave
- Fernando Serrano Migallón

### Membres honoraires
- Dámaso Alonso
- Germán Arciniegas
- Samuel Arguedas
- Miguel Antonio Caro
- Rufino José Cuervo
- Atilio Dell'Oro Maini
- Laureano García Ortiz
- Antonio Gómez Restrepo
- Lorenzo Marroquín
- Luis Eduardo Nieto Caballero
- Salomón de la Selva
- Gutierre Tibón
- Aurelio Tió

#### Mexicains
- Antonio Alatorre
- Carlos Fuentes
- José Justo Gómez de la Cortina
- Alfonso Herrera
- Octavio Paz

### Correspondants
Liste non exhaustive :
Miguel Alessio Robles, Salvador Díaz Mirón, Genaro Estrada, Pablo González Casanova, Luis González y González, Francisco de Icaza, Amado Nervo, Manuel José Othón, Manuel Payno, Sergio Pitol, Benjamín Valdivia, Vicente Riva Palacio, Luis G. Urbina, Felipe San José y González, José Gorostiza.